# Années 200 av. J.-C.
Les années 200 av. J.-C. couvrent les années de 209 av. J.-C. à 200 av. J.-C.

## Événements

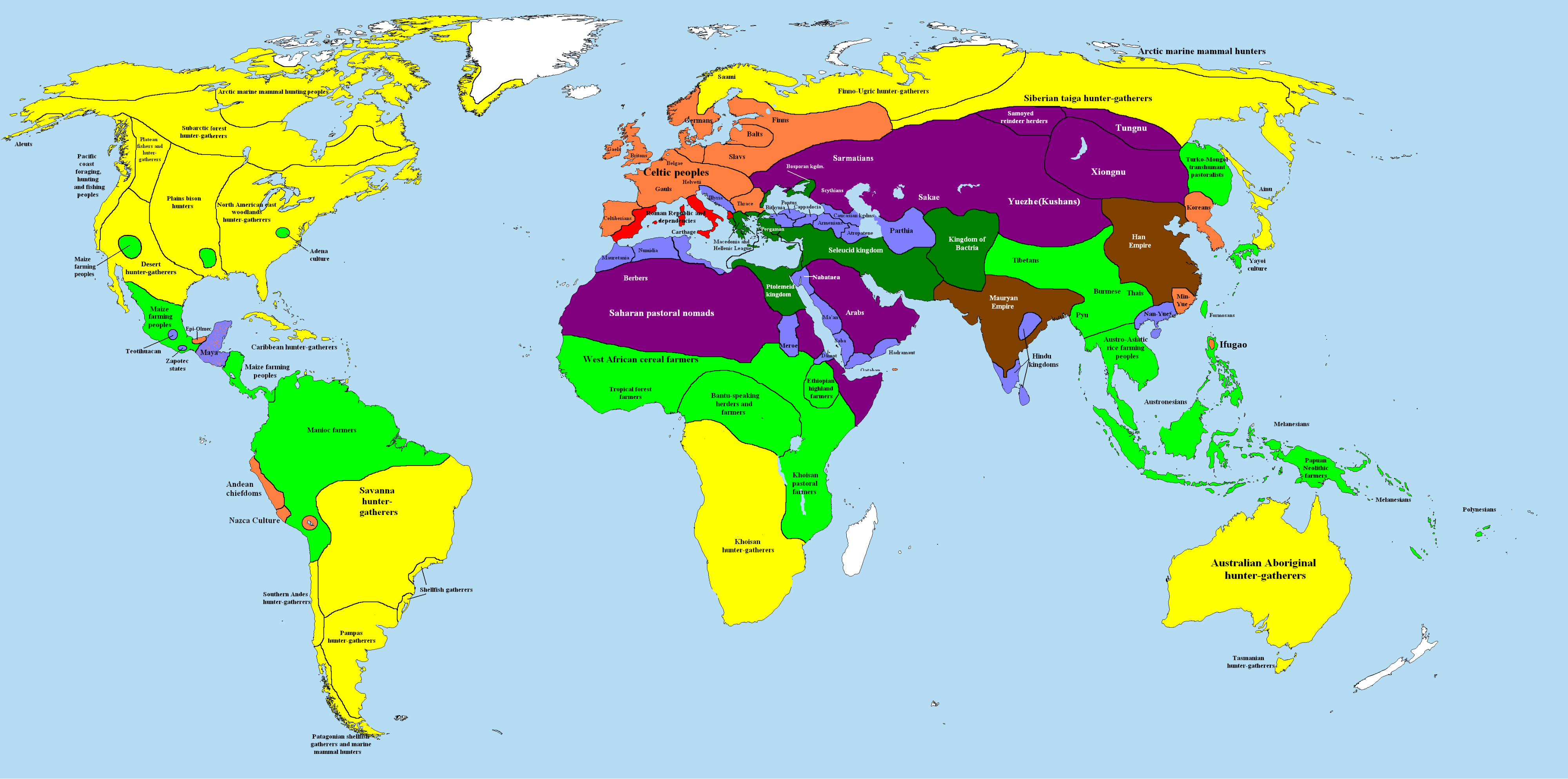
Le monde vers 200 av. J.-C.

- 209 av. J.-C. : bataille de Carthagène[1].
- 208 av. J.-C. : bataille de Baecula[2].

- 207 av. J.-C. : 
  - révolte en Chine dans l’ancien royaume de Chu qui se propage dans tout le pays et jusqu’à Xianyang[3].
  - bataille du Métaure[2].
- 206 av. J.-C. : conquête romaine de la péninsule Ibérique[2].
- 206-202 av. J.-C. : guerre Chu-Han ; début de la dynastie Han en Chine[4].

- 206-186 av. J.-C. : soulèvement de la Thébaïde contre la dynastie lagide en Égypte[5].
- 205 av. J.-C. : traité de Phoenicé. Fin de la première guerre macédonienne[6].
- 207 av. J.-C. : indépendance du royaume de Nanyue[7].
- 202 av. J.-C. : bataille de Zama. Fin de la deuxième guerre punique[2].
- 202-195 av. J.-C.: cinquième guerre de Syrie[8].
- 200-197 av. J.-C.: deuxième guerre de Macédoine[2].

## Personnages significatifs
- Antiochos III
- Apollonius de Perga, mathématicien qui enseigne à Alexandrie et à Pergame.
- Han Gaozu
- Hannibal Barca
- Hasdrubal Barca
- Magon Barca
- Massinissa
- Philopœmen
- Scipion l'Africain
- Sophonisbe